# 청주보호관찰소 충주지소
청주보호관찰소 충주지소는 청주보호관찰소의 보호관찰, 사회봉사·수강명령 집행과 판결전조사·환경조사 및 범죄예방 활동 등의 업무를 분장·수행하기 위하여 설립된 대한민국 법무부 범죄예방정책국 예하 청주보호관찰소 소속기관으로 충주지소장(4급)은 서기관으로 보한다. 충청북도 충주시 중앙로 113 경인빌딩 2층에 위치하고 있다.